# Qawurd
Qawurd Beg (Kawurd; † 1073/4) war ein Sohn des seldschukischen Fürsten Tschaghri Beg, der sich in Kerman festsetzte und dort eine bis 1186/7 regierende, eigenständige Dynastie begründete (Kerman-Seldschuken).
Im Jahr 433 n. H. (d. h. 1041) wurde Qawurd Beg im Zuge eines Vorstoßes gegen die Buyiden der Herr von Kerman. Aber die Hauptstadt Bardasir scheint ihm Besitz der Dailamiten geblieben und ihm erst 440 n. H. (1048/9) übergeben worden zu sein. Um 1048 gliederte er die Bergbewohner (Kufs, Belutschen) im Süden der Provinz an und 454/5 n. H. (1062/3) besetzte er das Dailamiten-Fürstentum in Fars. Dessen Herrscher  war bereits ein Vasall der Seldschuken, wurde aber 1062 von dem rebellierenden Kurden-Führer Fadluya († 1069) getötet, woraufhin Qawurd Beg intervenierte und Fadluya besiegte. Unmittelbar danach versammelte Qawurd in Hormus eine Flotte und eroberte damit Oman, das er als wohlhabend und verteidigungslos ansah (1064). Ferner intervenierte er (zu einer nicht spezifizierten Zeit) in Sistan.
Der Herrscher bemühte sich, seine Herden in der Steppe weiden zu lassen und von den Ackerflächen fernzuhalten und ebenso seine Truppen außerhalb des Landes zu beschäftigen. Erwähnt werden auch seine Maßnahmen zur Sicherung der Handelswege. Er beendete die Räubereien der Bergbewohner (Kufs, Belutschen), ließ Säulen als Wegweiser, Karawansereien und Wassertanks errichten.
Qawurd gab eine große Anzahl eigener Münzen (mit dem Namen seines Vaters) heraus, verwendete Sonnenschirm, Tughra und Herrschertitel. Bereits 1066/7 erhob er sich gegen seinen Bruder, den Sultan Alp Arslan (reg. 1063–1072) und entfernte dessen Namen aus der Chutba. Alp Arslan kam mit einer Armee nach Kerman, verzieh ihm aber und setzte ihn wieder als Statthalter ein. Nach dem Tod seines Bruders war er (als Senior der Familie) mit der Thronbesteigung Malik Schahs (reg. 1072-92) nicht einverstanden, eilte aus Oman heran und besetzte Isfahan, wurde aber in einer dreitägigen Schlacht bei Karaj in der Nähe von Hamadan besiegt, gefangen und daraufhin (je nach Version) erdrosselt oder vergiftet.
Malik Schah setzte aber trotzdem Qawurds Söhne Sultan-Schah und Turan-Schah als Herrscher von Kerman ein, die laut Mirchond (15. Jahrhundert) je zwölf bzw. dreizehn Jahre regierten.